# Skort

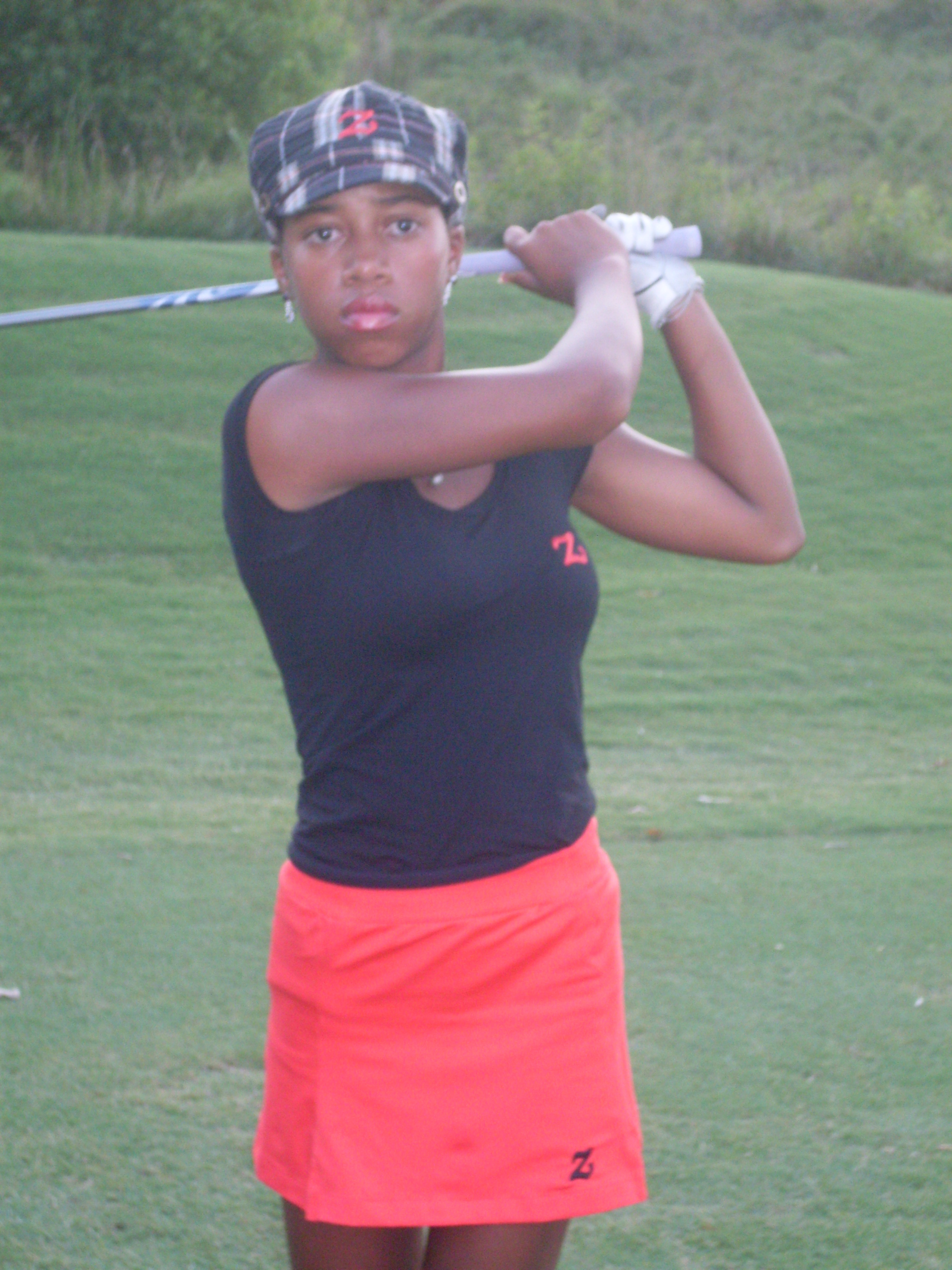
Die Golferin Zakiya Randall in einem Skort.

Ein Skort ist ein kurzer Rock mit innen eingearbeiteten Shorts.
Sprachlich handelt es sich um eine Zusammenziehung der englischen Wörter englisch Skirt (Rock) und englisch Shorts (kurze Hose).
Getragen werden Skorts von Frauen besonders beim Sport, wie beim Tennis, Golf, Hockey, oder bei Outdoor-Aktivitäten wie Wandern und Trekking.